# Menthe glaciale
La menthe glaciale est un sirop de menthe aromatisé au menthol, parfois artificiellement coloré en bleu pâle.

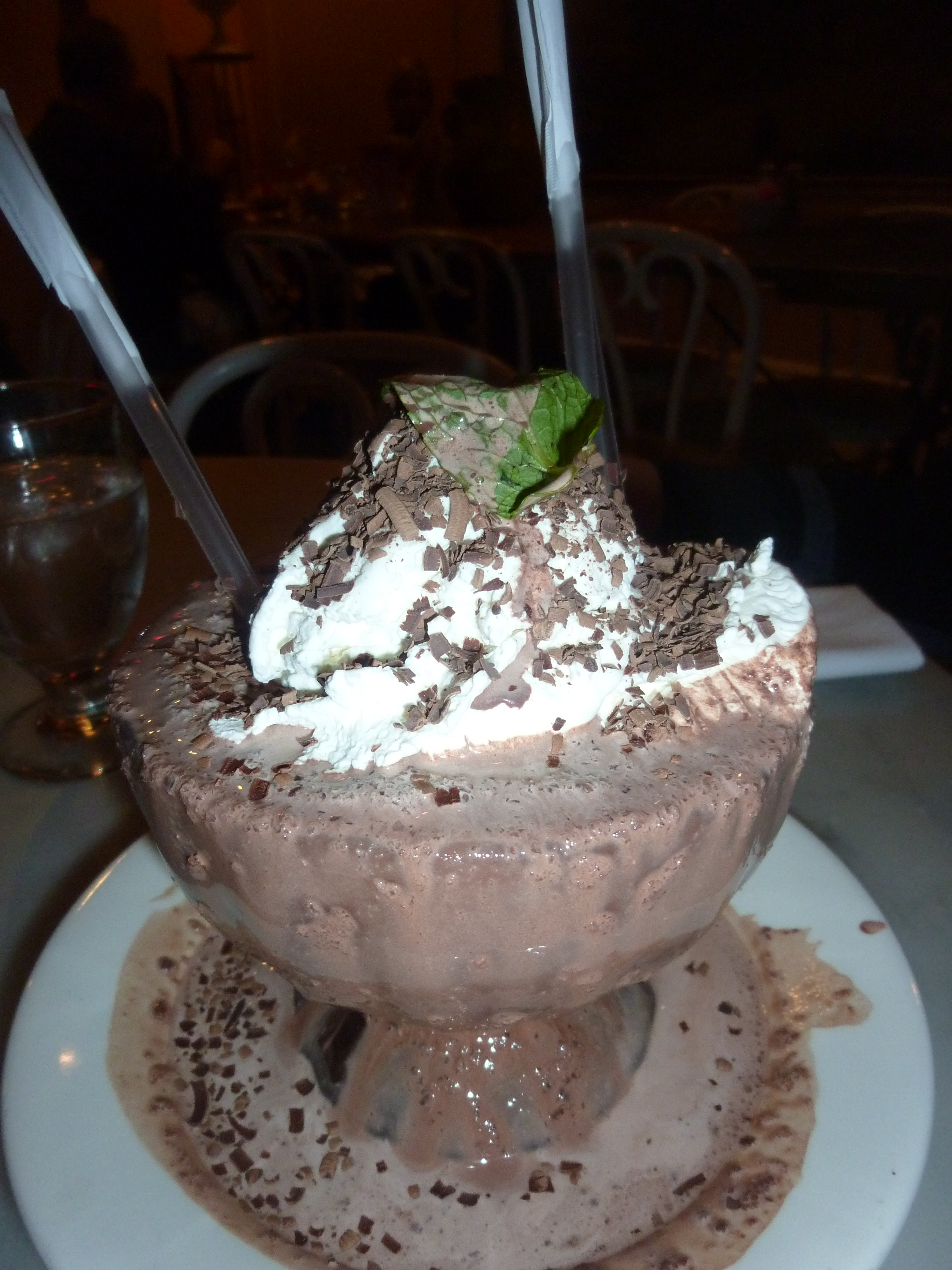
Dessert au chocolat avec une boule de glace à la menthe glaciale.

## Composition
L'arôme de menthe glaciale est composé de propylène glycol (E1520), menthe, jambu, galanga, gingembre et isopulegol. Le sirop de menthe glaciale contient du sucre, du sirop de glucose-fructose, de l'eau, des arômes naturels, de l'acide citrique (acidifiant) et du bleu patenté (colorant E131).

## Utilisation
Le sirop de menthe glaciale est utilisé dans les boissons (allongé d'eau plate ou gazeuse, ou de limonade, ou en cocktails, ou comme aromatisant pour les bières et les thés) et dans les desserts (glaces et fromages blancs). 
La menthe glaciale est employée pour aromatiser les pastilles utilisées dans le traitement des irritations de la gorge et les gommes à mâcher.

## Commerce

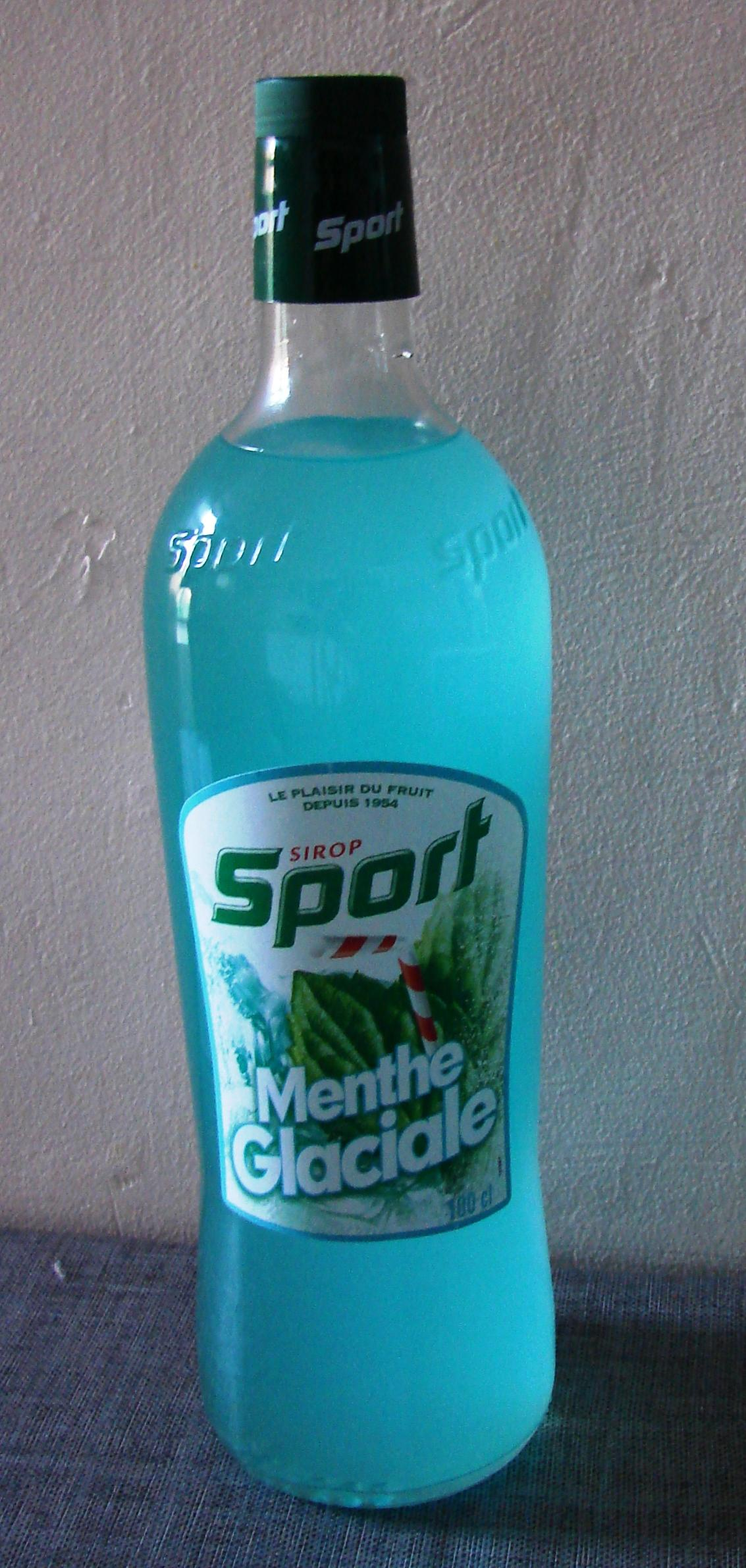
Bouteille de sirop de menthe glaciale.

## Croyances populaires
Aux Antilles, une croyance populaire veut qu'une lotion de menthe glaciale permette de séparer deux personnes. Pour cela, on inscrit le nom des deux victimes sur le flacon et on enduit de lotion une poignée de porte que les deux personnes sont amenées à toucher. La menthe glaciale est aussi employée en Martinique pour préparer des bains de nettoyage contre les entités négatives et des charmes de protection.